# Тетерятников, Сергей Александрович
Сергей Александрович Тетеря́тников (род. 19 декабря 1988) — российский космонавт-испытатель отряда ФГБУ «НИИ ЦПК имени Ю. А. Гагарина». До поступления в отряд космонавтов проходил службу в Военно-морском флоте Министерства обороны России. Капитан 3 ранга.
Опыта космических полётов не имеет.

## Ранние годы, учёба, служба
Родился 19 декабря 1988 года в селе Успеновка, Минераловодского района Ставропольского края.
В 2011 году окончил Военно-морской инженерный институт факультет «Эксплуатация паровых газотурбинных энергетических установок». Получил квалификацию - инженер по эксплуатации подводных лодок, присвоено звание лейтенант.
С 2011 по 2013 год служил командиром электромеханической боевой части гвардейского ракетного катера бригады надводных кораблей. Затем был докмейстером строящегося десантного корабля «Севастополь» (тип «Мистраль») дивизии надводных кораблей в городе Владивостоке. С 2015 по 2019 год был командиром трюмной группы дивизиона живучести электромеханической боевой части атомного подводного крейсера «Владимир Мономах» 25-й дивизии подводных лодок Тихоокеанского флота ВМФ России с базированием в Вилючинске Камчатского края. Участник масштабных общевойсковых учений Вооружённых сил Российской Федерации «Восток — 2018». В 2019 году назначен командиром дивизиона живучести электромеханической боевой части строящейся атомной подводной лодки стратегического назначения 4-го поколения «Генералиссимус Суворов». В 2021 году присвоено звание капитан 3 ранга.

## Космическая подготовка
27 января 2021 года решением Межведомственной комиссии стал одним из четырёх победителей конкурса по открытому набору в отряд космонавтов и был рекомендован к назначению на должность кандидата в космонавты-испытатели отряда «Роскосмоса» набора 2021 года. 26 июня 2021 года был включён в штат отряда космонавтов.
31 января — 2 февраля 2022 года в составе условного экипажа вместе с Александром Колябиным и Арутюном Кивиряном принимал участие в тренировке по действиям при посадке в лесисто-болотистой местности зимой.
В сентябре 2021 года прошёл в ЦПК исследование нервно-психической устойчивости кандидатов в космонавты на стенде «КВАНТ» (сурдокамера). В течение 64 часов находился в сурдокамере без сна. 
29 июня 2022 года в составе условного экипажа вместе с Константином Борисовым и Сергеем Иртугановым участвовал в тренировках по действиям после посадки космического корабля на водную поверхность, которые прошли на базе 179-го спасательного центра МЧС России в Ногинске. Получил квалификацию «Водолаз». 14 июня 2023 года успешно сдал в ЦПК имени Ю.А. Гагарина государственный экзамен, завершающий двухгодичный курс общекосмической подготовки, 16 июня решением межведомственной квалификационной комиссии кандидату в космонавты Сергею Тетерятникову присвоена квалификация «космонавт-испытатель».

## Награды
- Медаль «За отличие в военной службе» (Минобороны) III степени;
- Медаль «За участие в военном параде в День Победы»;
- Медаль «За участие в военном параде в День Победы» (в ознаменование 75-летия Победы, 2020);
- Медаль «Участнику маневров войск (сил) Восток - 2018»;
- Медаль «80 лет Краснознамённым подводным силам Тихоокеанского флота» (2018);
- Медаль «10 лет экипажу АПЛ Владимир Мономах» (2019);
- Знак отличия «За дальний поход»;
- Нагрудный знак «Судовой механик».